# Rujak

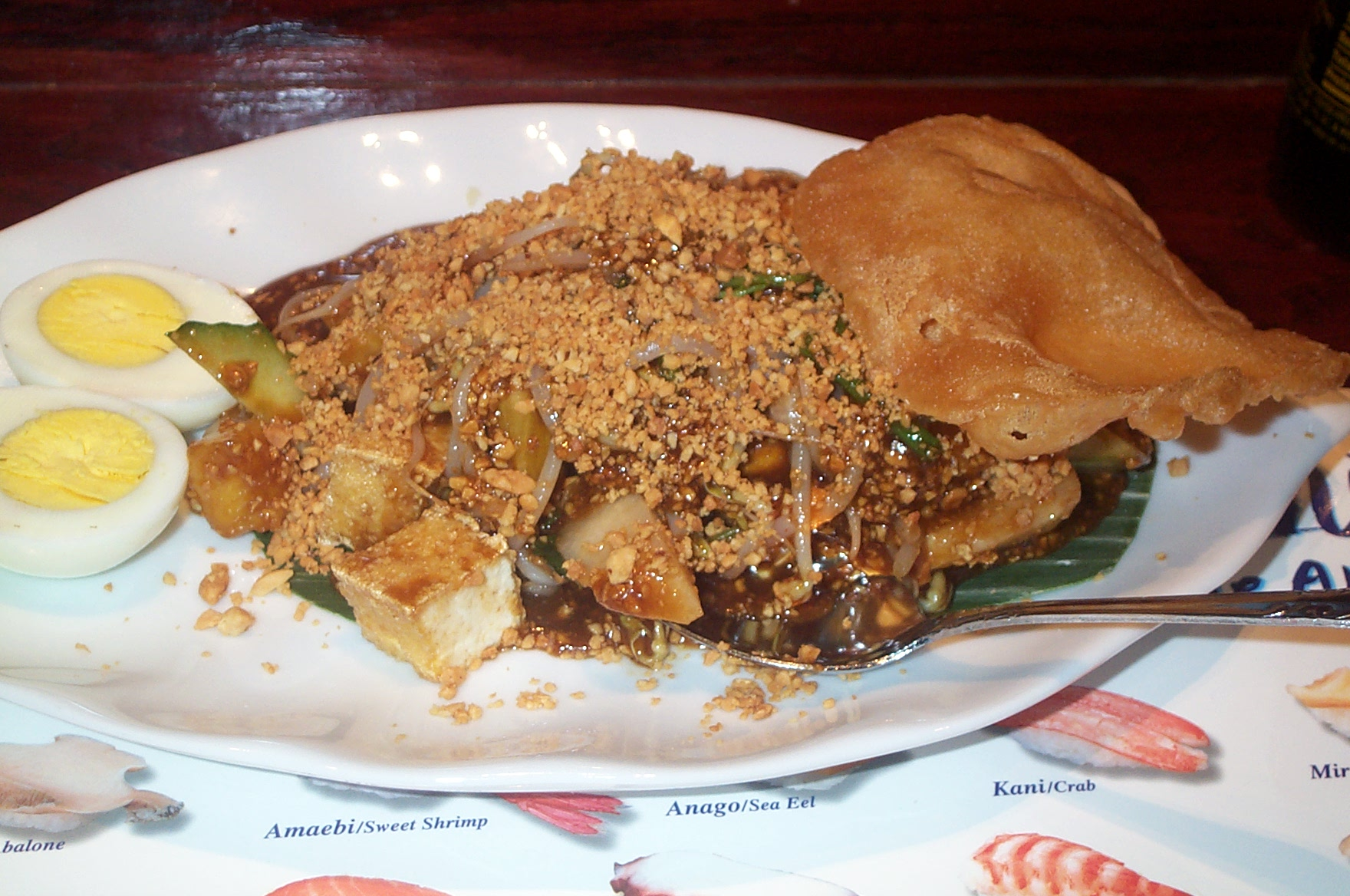
Mamak rojak.

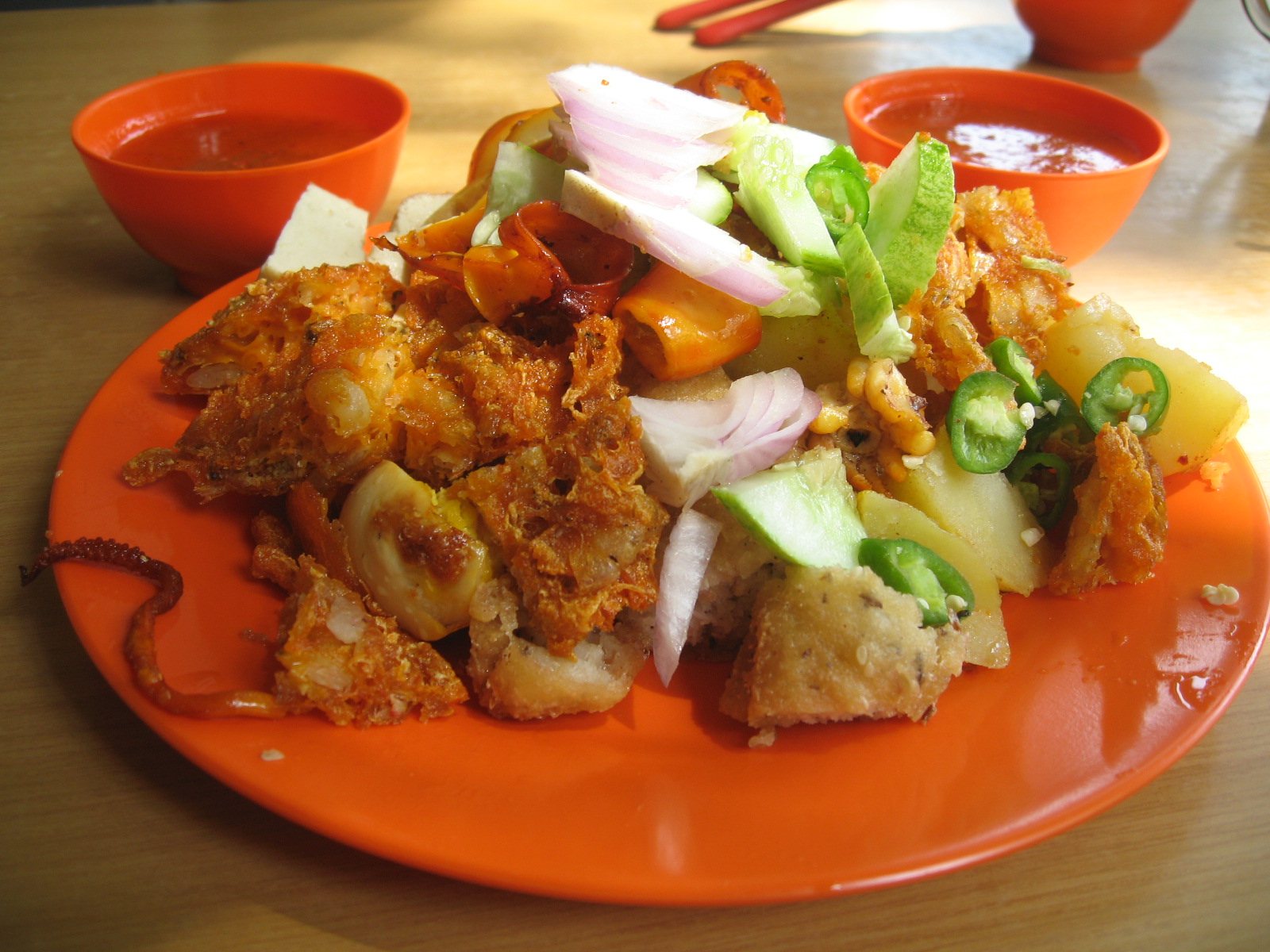
Rojak Indio servido en Singapur.

El Rojak es un plato en forma de ensalada elaborado con frutas y vegetales, el plato se encuentra muy a menudo en la cocina malaya, Singapur e Indonesia (donde se denomina rujak). El término "Rojak" es malayo para una mezcla, es una expresión coloquial para una batidora eléctrica, y para describir grupos multi-étnicos.

## Variedades

### Mamak rojak
En Malasia el Mamak rojak (o rojak de la India) contiene pasta frita, patatas cocidas, gambas fritas, huevo duro, brotes de soja y pepino, todo ello mezclado muy fino, con una salsa especiada de piña. Tradicionalmente, los vendedores musulmanes de la India (Mamak) emplean sidecares modificados con una motocicleta y venden el rojak por la calle. Hoy en día estos vendedores llevan pequeños vagones modificados con ellos, donde elaboran el "rojak". El rojak indio está disponible en diferentes variedades de patata, huevos, judías y gambas fritas y hechas pasta todas ellas servidas en salsas dulces o especiadas con salsa picante.

### Rojak de Frutas
La variante rojak de frutas consiste típicamente en pepino, piña, nabo (jicama), brotes de soja, taupok (pastel de soja espolvoreado) y youtiao (pasta frita). Las frutas quemenos se empleanen la elaboración de este plato suelen ser el mangos y las manzana verdes. El aliño se elabora de agua, belacan (pasta de gambas), azúcar, chili, y zumo de lime. Los ingredientes varían a lo largo del territorio y entre los vendedores ya que unos usan pasta de gambas, otros tamarindo en la mezcla. Los ingredientes se cortan en porciones diminutas y se agitan en una fuente con el aliño y se rematan con cacahuetes y una rociada bunga kantan (jengibre rosa). El Penang Rojak es otro tipo de Rojak localizado en la isla de Penang en Malasia, es parecido al rojak de fruta pero se le agrega aire del jambu (manzana del agua), y todo tiene forma de buñuelos de calamar fritos y miel.